# Rolkoffer

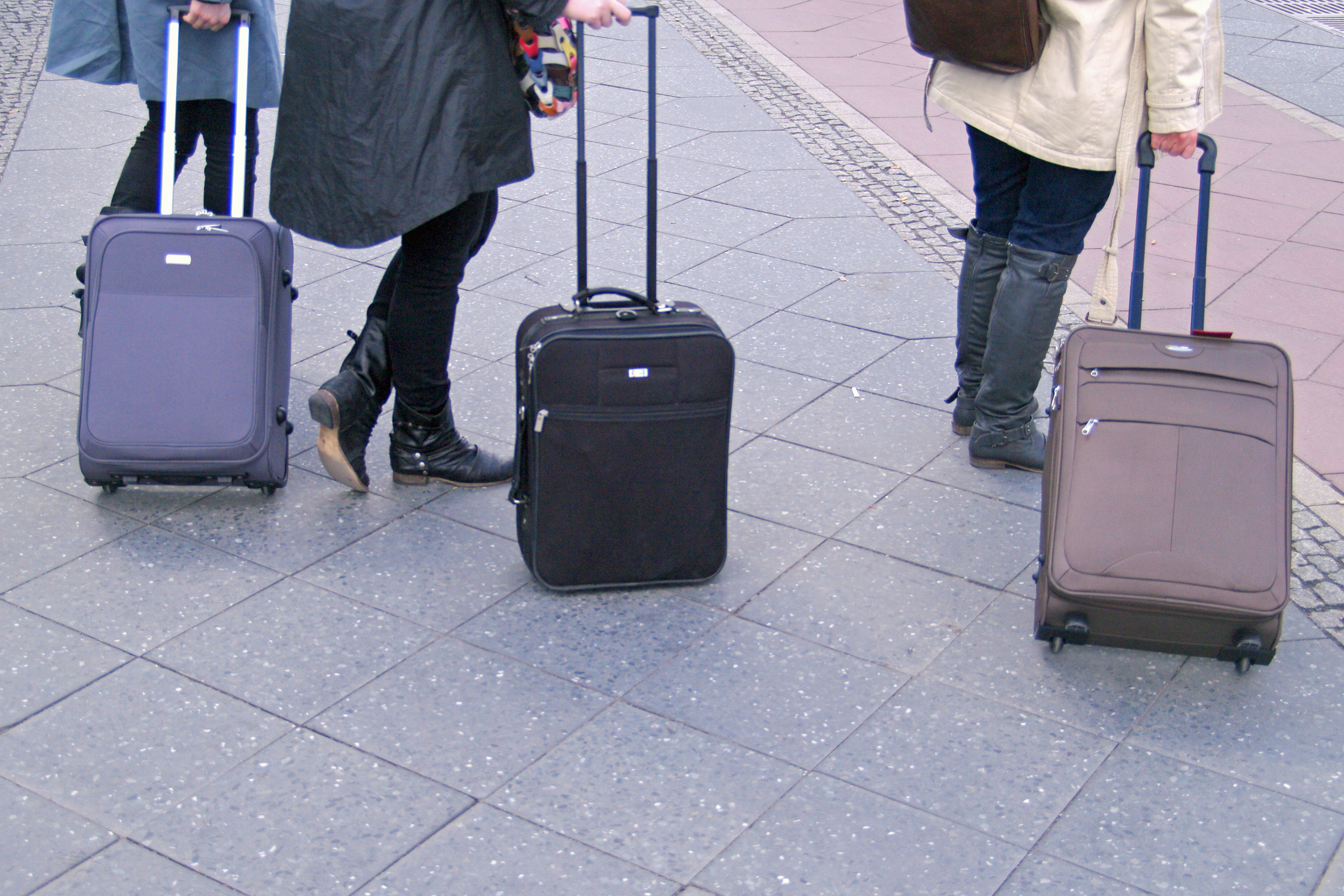
rolkoffers

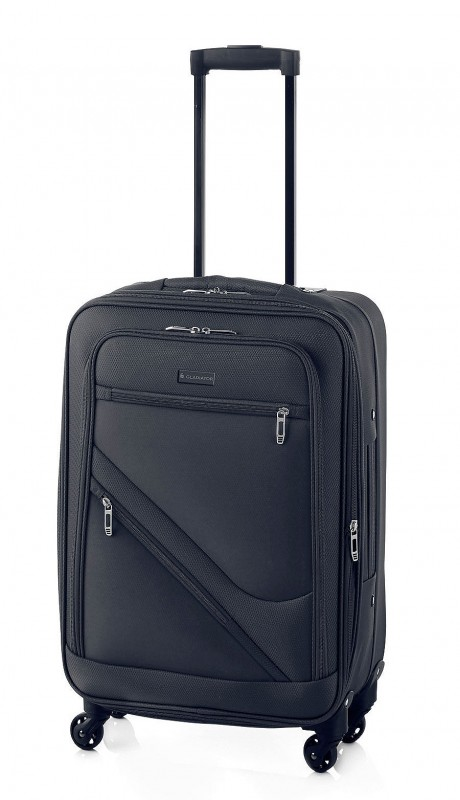
een exemplaar met vier wieltjes

Een rolkoffer, ook wel 'trolleykoffer' genoemd, is een koffer die voorzien is van een uittrekbare trekstang en twee of vier wieltjes.
Rolkoffers kunnen over de grond voortgetrokken kunnen worden, zodat men niet het hele gewicht hoeft te dragen. Gemak, grootte en gewicht zijn bepalende factoren voor het kiezen voor een rolkoffer.
Behalve voor vakantietoepassingen worden rolkoffers ook veelvuldig beroepsmatig gebruikt door bijvoorbeeld vertegenwoordigers. Ze worden dan ook wel 'business trolleys' genoemd.

## Geschiedenis

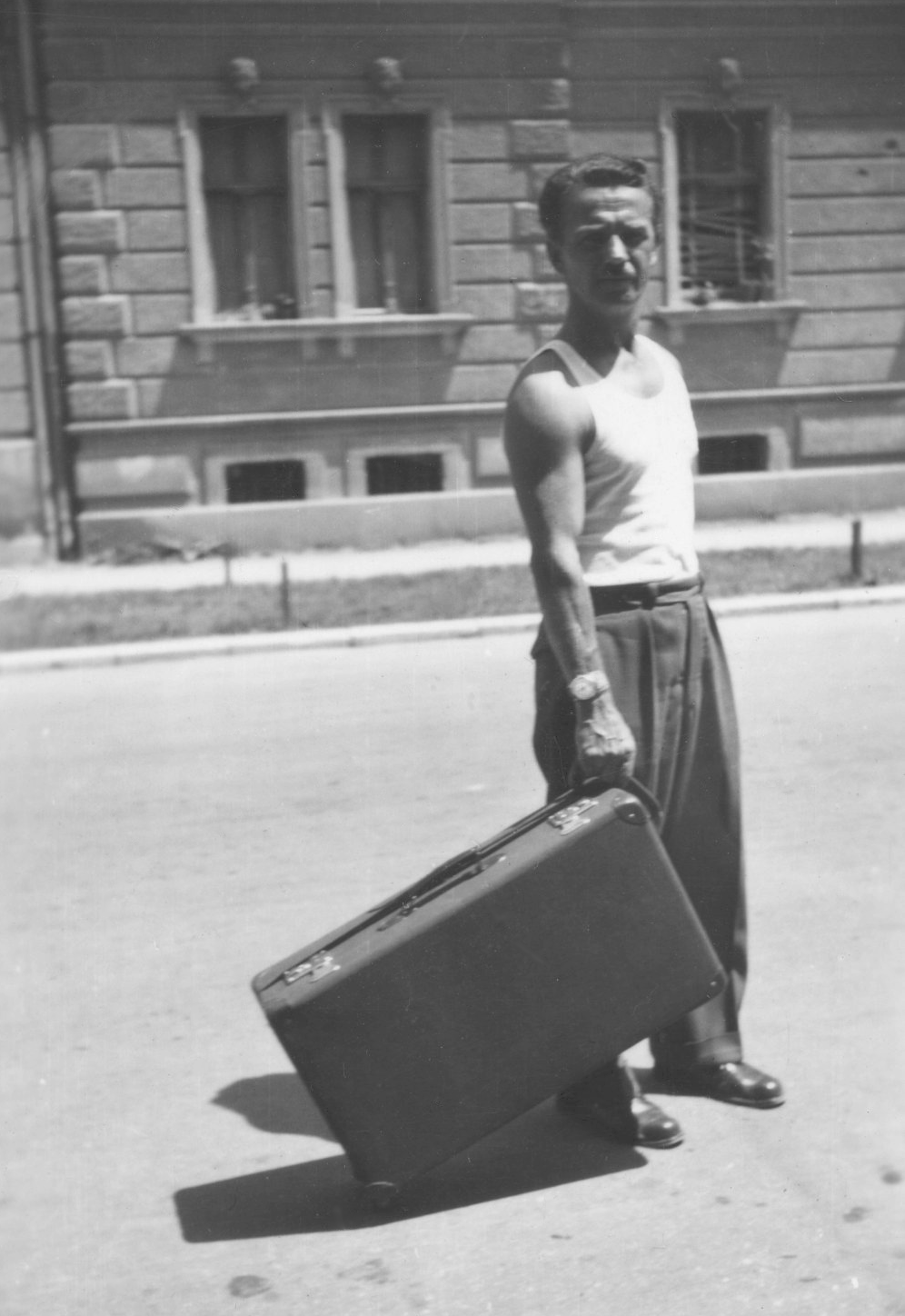
Alfred Krupa met de door hem uitgevonden rolkoffer

De uitvinding van de rolkoffer wordt aan Bernard Sadow toegeschreven, die in 1972 in de Verenigde Staten een octrooi registreerde voor een koffer die voortgetrokken kon worden met een riem en die reed op vier wieltjes. Echter, rond 1954 was een koffer met wieltjes ook al uitgevonden door de Pools/Kroatische kunstschilder en uitvinder Alfred Joseph Krupa, die er destijds niet in slaagde het idee te octrooieren.
Aanvankelijk sloeg deze vinding niet aan, omdat met name in luchthavens overal kofferdragers aanwezig waren, en omdat de koffers vaak omvielen. Geleidelijk namen de reizigers-aantallen toe en nam het aantal kofferdragers op luchthavens echter af. In 1987 bedacht de vliegtuigpiloot Robert Plath een verbetering door de flexibele sleepriem te vervangen door een uittrekbare trekstang en slechts twee wieltjes te gebruiken, zodat hij in bijna verticale positie voortgetrokken kon worden, en niet vanzelf wegreed op een helling. Toen werd de rolkoffer in de vorm die we tegenwoordig kennen, vrij snel zeer populair.

## Overlast
Door de kleine harde kunststof wielen onder een rolkoffer wordt relatief veel lawaai gegenereerd wat als overlast ervaren wordt, vooral in steden met veel toeristen zoals Amsterdam. Zelfs zoveel dat voorgesteld werd dat ter vermindering van die overlast voor een geluiddempende bestrating zou kunnen worden gekozen.